# Gravsjöarna
Gravsjöarna är en sjö i Kungsbacka kommun i Halland och ingår i Rolfsåns huvudavrinningsområde. Sjön är 7,9 meter djup, har en yta på 0,03 kvadratkilometer och är belägen 55 meter över havet.